# Kaple svaté Anny (Uhřice)
Kaple svaté Anny v Uhřicích se nachází na severozápadní straně vesnice u křižovatky cest do Sedlce a do Sušetic. Vznikla přístavbou ke starším božím mukám.

## Historie a popis
Původní boží muka z masivního zdiva, s malým výklenkem, byla postavena jako poděkování. Roku 1820 rozšířili boží muka přístavbou do podoby kapličky s oltářem, boží muka se zachovala jako zadní díl kapličky.
Pří přístavbě kapličky roku 1820 byla přisazena z každé strany kapličky lípa. Stáří lip se odhadovalo na počátku dvacátého století na tři sta let. Lípy byly vyvráceny bouřemi, levá lípa v roce 1897 a pravá roku 1939. Nově vysazené lípy jsou už opět veliké a zhruba stoleté či šedesátileté.
V roce 1934 byla na kapličku dána nová střecha a protože převzala i funkci zvonice, byla ozdobena věžičkou s cibulovou bání. Zvonek byl do té doby na dvojáku se stříškou na návsi. Po přenesení přestal sloužit k trojímu dennímu zvonění a od té doby se zvoní pouze hrana.
Na oltáři je obraz sv. Anny prof. Josefa Vokálka.